# Département du Développement rural et communautaire (Irlande)
 (décembre 2018).
Si vous disposez d'ouvrages ou d'articles de référence ou si vous connaissez des sites web de qualité traitant du thème abordé ici, merci de compléter l'article en donnant les références utiles à sa vérifiabilité et en les liant à la section « Notes et références ».
Le département du Développement rural et communautaire (anglais : Department of Rural and Community Development ou irlandais : An Roinn Forbartha Tuaithe agus Pobail) est un département d'État (ou ministère) du gouvernement de l'Irlande. Il est dirigé par le Ministre du Développement rural et communautaire, qui est assisté d'un secrétaire d'état.

## Histoire
Le département du Développement rural et communautaire a été créé par une modification en 2017 de la loi sur les ministres et les secrétaires (Ministers and Secretaries Acts), dans le cadre de la réorganisation des départements gouvernementaux du gouvernement de Leo Varadkar. Sous le deuxième gouvernement d'Enda Kenny (2016-2017), ses fonctions étaient administrées par le Département des Arts, du Patrimoine, des Affaires régionales, rurales et de la Gaeltacht et par le  Département du Logement, de la Planification, des Collectivités et de l'Administration locale. Il a rassemblé les fonctions qui existaient au ministère des Affaires communautaires, rurales et Gaeltacht entre 2002 et 2010.

### Évolution
| Lois              | Effets |
| ----------------- | --- |
| 2017 Act          | Création du Department of Rural and Community Development (Département du Développement rural et communautaire)                                   |
| S.I. No. 354/2017 | Transfert des Rural Affairs (Affaires rurales) depuis le Département des Arts, du Patrimoine, des Affaires régionales, rurales et de la Gaeltacht |
| S.I. No. 393/2016 | Transfer de Community (communauté) depuis le Département du Logement, de la Planification, des Collectivités et de l'Administration locale        |